# Strada statale 493 Via Claudia Braccianese
La ex strada statale 493 Via Claudia Braccianese (SS 493), ora strada provinciale 493 Via Claudia Braccianese (SP 493) in provincia di Roma e strada provinciale 147 Claudia Braccianese (SP 147) in provincia di Viterbo, è una strada provinciale italiana che collega la periferia a nord di Roma con il lago di Bracciano ed oltre fino al comune di Capranica.

## Storia
La strada ricalca in parte lo storico tracciato della Via Clodia, via che si staccava dalla Via Cassia nei pressi di Sextum (l'odierna La Storta) per raggiungere Cosa (l'attuale Ansedonia): l'attuale strada condivide grossomodo l'itinerario fino a Forum Clodii (corrispondente all'attuale frazione di San Liberato nel comune di Bracciano).
Nello scorso secolo, venne definita via Braccianese la strada che dalla Via Cassia conduceva a Civitavecchia passando proprio per Bracciano. L'elevazione, invece, al rango di strada statale, recuperava parte del tracciato originario della Via Clodia fino a Vejano.

## Percorso

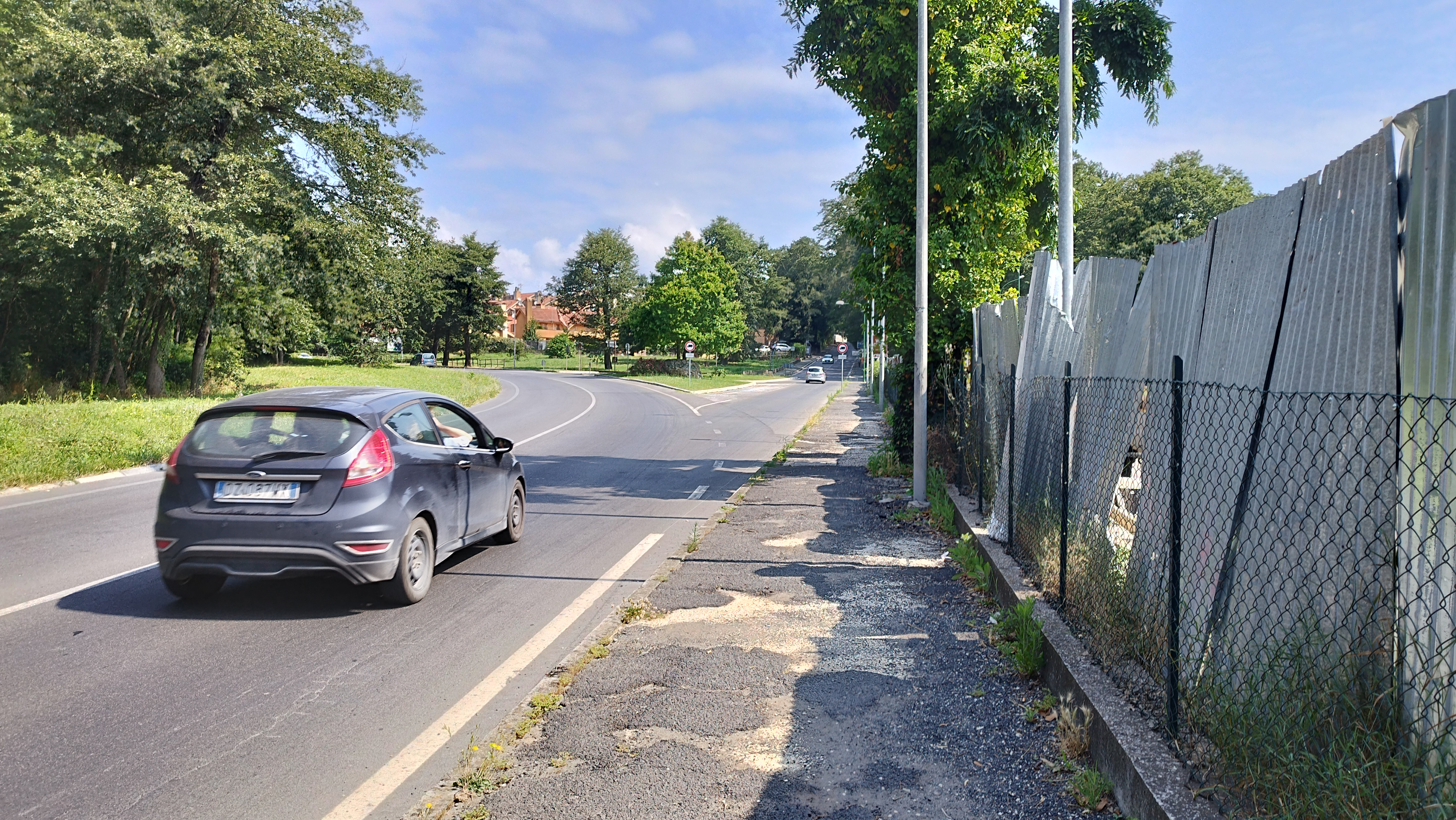
Foto scattata allo svincolo per Manziana

La strada, come già detto inizia all'incirca al sesto miglio della Via Cassia, nella località chiamata La Storta, anche se successivamente alla sua declassificazione è stata aperta una variante che si innesta sulla ex strada statale 2 Via Cassia un paio di chilometri prima provenendo da Roma, proprio a metà strada tra La Storta e La Giustiniana. L'arteria prosegue in direzione nord-est costeggiando per un breve tratto la ferrovia Roma-Viterbo e lasciandosi il comprensorio dell'Olgiata sul lato destro.
In località Osteria Nuova è presente il bivio con la SP 5/a che conduce ad Anguillara Sabazia e quindi al lago di Bracciano. Da qui la distanza con il lago si fa sempre minore fino a Vigna di Valle dove si riaccosta alla linea ferroviaria. Poco prima di Bracciano incrocia la SP 4/a che da un lato conduce verso il mare passando per Cerveteri e Ladispoli, e dall'altro costeggia la sponda settentrionale del lago attraversando Trevignano Romano.
La strada prosegue oltre e dopo aver superato Bracciano raggiunge Manziana da dove si diparte la SP 3/a, consistente nel vecchio tracciato che, dopo aver attraversato Tolfa ed Allumiere, raggiungeva Civitavecchia; la strada prosegue verso nord verso Oriolo Romano. Il percorso continua in direzione nord-ovest raggiungendo Vejano, salvo poi rideviare verso nord-est, innestandosi nuovamente sulla ex strada statale 2 Via Cassia in località Querce d'Orlando, a metà strada tra Capranica e Cura di Vetralla.
In seguito al decreto legislativo n. 112 del 1998, dal 2002 la gestione è passata dall'ANAS alla Regione Lazio che ha provveduto al trasferimento dell'infrastruttura al demanio della Provincia di Roma e della Provincia di Viterbo per le tratte territorialmente competenti.
Nel 1º gennaio 2015 a seguito della legge Delrio, la gestione del tratto di competenza della Provincia di Roma passa alla neonata Città metropolitana di Roma Capitale.
Dal 1º giugno 2019, in seguito al verbale di consegna del 29 marzo scorso, la gestione del tratto di competenza della Provincia di Viterbo (SP 147) viene trasferita ad ASTRAL.
| SS 493 Via Claudia Braccianese \| Tratto Bis Cassia - Olgiata FS |      |                              |
| Tipo                                                             | Km   | Nome                         |
|                                                                  | 0,83 | Galleria Cassia Braccianese  |
|                                                                  | 1,3  | Galleria La Storta           |
|                                                                  | 1,7  | La Storta - Cassia - Viterbo |
|                                                                  | 2,3  | La Storta - Cerquetta        |
|                                                                  | 3,0  | Rotonda                      |
|                                                                  | 3,7  | Cassia Stazione di Olgiata   |

## Interventi di riqualificazione per il Giubileo 2025
A seguito di alcune proteste sui social network di cittadini che si oppongono alla decisione della Città metropolitana di Roma di imporre sulla Braccianese il limite di 30 km/h (successivamente divenuto di 50 km/h), l'ex provincia decide di riasfaltare 31 chilometri e rifare la segnaletica orizzontale. Il costo di questi interventi ammonta a 2 milioni e 300mila euro.